# Jacob Geuze
Jacob Geuze (Scherpenisse, 4 mei 1896 – 31 mei 1979) was een Nederlands politicus van de ARP.
Hij werd geboren als zoon van Willem Geuze (1847-1922, landbouwer) en Anna Keur (1851-1935). Hij begon zijn ambtelijke loopbaan in 1921 als volontair bij de gemeente Scherpenisse waarna hij als ambtenaar ter secretarie ging werken bij de gemeente Nieuw-Vossemeer. Vanaf 1932 was hij de burgemeester van Wissenkerke. Bovendien is hij lid geweest van de Provinciale Staten van Zeeland. Na de bevrijding werd A.A. Schuit, de burgemeester van Kortgene, benoemd tot waarnemend burgemeester van Wissenkerke en voor Geuze volgde eervol ontslag. Daarna was hij ontvanger-griffier bij negen polders en waterschappen op Noord-Beveland. In 1954 werd Geuze de burgemeester van Aagtekerke. Na zijn pensionering in juni 1961 bleef hij nog ruim een jaar aan als waarnemend burgemeester. Hij overleed in 1979 op 83-jarige leeftijd.